# فرودگاه محلی ونانگو
فرودگاه محلی ونانگو  (به انگلیسی: Venango Regional Airport) (به زبان بومی: Chess Lamberton Field) یک فرودگاه همگانی با کد یاتا FKL است که یک باند فرود آسفالت دارد و طول باند آن ۱۵۸۵ متر است. این فرودگاه در کشور ایالات متحده آمریکا قرار دارد و در ارتفاع ۴۶۹ متری از سطح دریا واقع شده است.